# Lilium nobilissimum
Lilium nobilissimum (jap.: Tamoto-yuri) ist eine Art aus der Gattung der Lilien (Lilium) in der orientalischen Sektion innerhalb der Familie der Liliengewächse (Liliaceae).

## Beschreibung
Lilium nobilissimum ist eine ausdauernde, krautige Pflanze und erreicht eine Wuchshöhe von 50 bis 60, selten bis 80 Zentimeter. Die Zwiebeln sind leicht abgeflacht und bestehen aus weißen Schuppen, die an ihrer Spitze kleine rosafarbene Punkte haben. Der Stängel ist fest und stark. Die ovalen Laubblätter sind 10 bis 12 Zentimeter lang und 4 bis 5 Zentimeter breit.
Die trompetenförmigen Blüten stehen aufrecht, haben einen Durchmesser von rund 15 Zentimeter und eine Länge von 11 bis 13 Zentimeter. Die sechs Blütenhüllblätter sind an den Spitzen nicht nach außen gebogen und reinweiß.
Die Pollen sind dunkelgelb. Der Griffel ist lang mit breiter Narbe. Der Samen von Lilium nobilissimum keimt verzögert-epigäisch, die Pflanze ist blühreif nach drei oder vier Jahren.
Die Chromosomenzahl beträgt 2n = 24.

## Verbreitung
Lilium nobilissimum ist endemisch auf der Insel Kuchinoshima der Tokara-Inseln (Präfektur Kagoshima, Japan). Sie wächst dort an extrem unzugänglichen Standorten auf den steilen Klippen der Küste, derzeit ist nur ein Standort bekannt, dessen momentaner Erhaltungszustand unklar ist. Ein Bericht von 1996 bezeichnete sie als „am Rande der Ausrottung“.

## Systematik
Lilium nobilissimum wurde 1902 von Makino Tomitarō als Form von Lilium japonicum in Bot. Mag. (Tokyo) 16: 15 erstbeschrieben, das Epitheton bedeutet so viel wie „die Edelste“. 1905 beschrieb Jinzō Matsumura sie als Varietät, bevor Makino sie dann 1914 in Botanical Magazine. [Shokubutsu-gaku zasshi] Band 28, Seite 23 als eigene Art Lilium nobilissimum (Makino) Makino einstufte.
Ihr Rang war immer wieder umstritten und sie wurde wiederholt als Synonym, Varietät oder Form Lilium japonicum zugeschlagen. Verschiedene molekulargenetische Untersuchungen weisen jedoch eher auf einen Status als eigenständige Art hin, weitere Forschungen diesbezüglich sind allerdings notwendig.

## Nachweise
- K. Okazaki: Lilium Species Native To Japan, And Breeding And Production Of Lilium In Japan. In: Jong Suk Lee, Mark S. Roh: (Hrsg.) International Symposium on the Genus Lilium : Taejon, Korea August 28 - September 1, 1994., Wageningen, International Society for Horticultural Science, 1996, ISBN 906605977X, S. 82